# راتهبون (آیووا)
راتهبون (به انگلیسی: Rathbun) شهری در ایالت آیووا کشور ایالات متحده آمریکا است که جمعیت آن در سرشماری سال ۲۰۱۰ میلادی، ۸۹ نفر بوده‌است.